# Club Baloncesto Málaga 2013-2014
Questa voce raccoglie le informazioni riguardanti il Club Baloncesto Málaga nelle competizioni ufficiali della stagione 2013-2014.

## Stagione
La stagione 2013-2014 del Club Baloncesto Málaga è la 22ª nel massimo campionato spagnolo di pallacanestro, la Liga ACB.

## Roster
Aggiornato al 11 marzo 2022.
| Unicaja Málaga 2013-14 | Unicaja Málaga 2013-14 |
| Giocatori              | Staff tecnico          |
| ---------------------- | ---------------------- |

| N. | Naz.                                            | Ruolo | Nome                 | Anno | Alt.   | Peso   |  |
| -- | ----------------------------------------------- | ----- | -------------------- | ---- | ------ | ------ |  |
| 6  | Serbia (bandiera) · Spagna (bandiera)           | AP    | Dejan Todorović      | 1994 | 196 cm | 89 kg  |  |
| 7  | Spagna (bandiera)                               | G     | Luis Conde           | 1993 | 192 cm |        |  |
| 8  | Lituania (bandiera) · Spagna (bandiera)         | C     | Domantas Sabonis     | 1996 | 208 cm | 103 kg |  |
| 9  | Spagna (bandiera)                               | GA    | Sergi Vidal          | 1981 | 200 cm | 98 kg  |  |
| 10 | Spagna (bandiera)                               | G     | Txemi Urtasun        | 1984 | 193 cm | 88 kg  |  |
| 11 | Stati Uniti (bandiera) · Bulgaria (bandiera)    | P     | Earl Calloway        | 1983 | 190 cm | 84 kg  |  |
| 12 | Spagna (bandiera)                               | AP    | Carlos Suárez        | 1986 | 203 cm | 104 kg |  |
| 15 | Uruguay (bandiera) · Spagna (bandiera)          | P     | Jayson Granger       | 1989 | 188 cm | 87 kg  |  |
| 17 | Spagna (bandiera)                               | C     | Fran Vázquez (C)     | 1984 | 209 cm | 105 kg |  |
| 18 | Senegal (bandiera) · Spagna (bandiera)          | C     | Maodo Nguirane       | 1993 | 210 cm | 105 kg |  |
| 19 | Stati Uniti (bandiera)                          | G     | Ryan Toolson         | 1985 | 193 cm | 85 kg  |  |
| 21 | Lituania (bandiera)                             | A     | Mindaugas Kuzminskas | 1989 | 205 cm | 99 kg  |  |
| 22 | Slovenia (bandiera)                             | G     | Zoran Dragić         | 1989 | 196 cm | 90 kg  |  |
| 30 | Brasile (bandiera) · Spagna (bandiera)          | C     | Rafael Hettsheimeir  | 1986 | 208 cm | 125 kg |  |
| 33 | Stati Uniti (bandiera) · Azerbaigian (bandiera) | AG    | Nik Caner-Medley     | 1983 | 203 cm | 106 kg |  |
| 51 | Serbia (bandiera)                               | C     | Vladimir Štimac      | 1987 | 211 cm | 116 kg |  |

| Allenatore                                                                                    |
| - Joan Plaza                                                                                  |
| Assistente/i                                                                                  |
| - Antonio Herrera - Ángel Sánchez-Cañete Legenda - (C) Capitano - (IN) Inattivo - Infortunato |

## Mercato

### Sessione estiva
| Acquisti | Acquisti                    | Acquisti          | Acquisti      | Acquisti |
| R.a      | Nome                        | da                | Modalità      |          |
| -------- | --------------------------- | ----------------- | ------------- | -------- |
| P        | Jayson Granger              | Estudiantes       | definitivo    |          |
| AP       | Carlos Suárez               | Real Madrid       | definitivo    |          |
| GA       | Sergi Vidal                 | San Sebastián     | definitivo    |          |
| G        | Ryan Toolson                | Gran Canaria      | definitivo    |          |
| A        | Mindaugas Kuzminskas        | Žalgiris Kaunas   | definitivo    |          |
| C        | Rafael Estevão Hettsheimeir | Real Madrid       | definitivo    |          |
| AG       | Nik Caner-Medley            | Maccabi Tel Aviv  | definitivo    |          |
| C        | Ognjen Kuzmić               | Joventut Badalona | fine prestito |          |

| Cessioni | Cessioni        | Cessioni           | Cessioni          | Cessioni |
| R.       | Nome            | a                  | Modalità          |          |
| -------- | --------------- | ------------------ | ----------------- | -------- |
| AP       | Krunoslav Simon | Lokomotiv Kuban'   | fine contratto    |          |
| AG       | Andy Panko      | Fuenlabrada        | fine contratto    |          |
| C        | Ognjen Kuzmić   | G.S. Warriors      | fine contratto    |          |
| GA       | Tarence Kinsey  | Partizan           | fine contratto    |          |
| P        | Marcus Williams | Lokomotiv Kuban'   | fine contratto    |          |
| C        | Kosta Perović   | Enisey Krasnojarsk | fine contratto    |          |
| C        | Augusto Lima    | Murcia             | fine contratto    |          |
| C        | Luka Žorić      | Fenerbahçe         | rescissione       |          |
| P        | Rafael Luz      | Obradoiro          | riscatto prestito |          |
| P        | Alberto Díaz    | Axarquía           | prestito          |          |
| PG       | Morayo Soluade  | Axarquía           | prestito          |          |

### Dopo l'inizio della stagione
| Acquisti | Acquisti     | Acquisti | Acquisti   | Acquisti      |
| R.       | Nome         | da       | Data       | Modalità      |
| -------- | ------------ | -------- | ---------- | ------------- |
| P        | Alberto Díaz | Axarquía | marzo 2014 | fine prestito |

| Cessioni | Cessioni     | Cessioni     | Cessioni   | Cessioni |
| R.       | Nome         | a            | Data       | Modalità |
| -------- | ------------ | ------------ | ---------- | -------- |
| P        | Alberto Díaz | Bilbao Berri | marzo 2014 | prestito |